# Sigurðarstaðavík
Sigurðarstaðavík är en vik i republiken Island.   Den ligger i regionen Norðurland eystra, i den norra delen av landet, 400 km nordost om huvudstaden Reykjavík.